# Josef Fiala (malíř)
Josef Fiala (31. července 1882 Košíře – 11. dubna 1963 Praha) byl český malíř-krajinář.

## Stručný životopis
Oba jeho rodiče pocházeli z venkova, pro své malířské nadání u nich nenalezl příliš pochopení. Studoval na obchodní škole, poté byl účetním ve mlýně. Po smrti otce si ale malířství prosadil, studoval na Akademii umění v Praze (1902–1907), kde byl žákem profesora Vojtěcha Hynaise, a na Královské bavorské akademii v Mnichově, kde byl žákem Angelo Janka. Získal Hlávkovo stipendium, díky němu absolvoval studijní pobyty a cesty v Itálii, Francii a Anglii, ale zůstal věrný české krajině. V roce 1911 se oženil s Eugenií Hölzlovou, se kterou měl syny Eugena Fiala (1912–2004) a Zdeňka Fialu (1917–2004) taktéž malíře.
Od roku 1925 jezdil na Českomoravskou vrchovinu do Svratky, u Milovského rybníka si v roce 1936 postavil chatu „Toscani“, kde pravidelně trávil letní měsíce a maloval krajinu Vysočiny. Byl vynikajícím krajinářem a figuralistou, na jeho obrazech se objevují lidé pracující na poli, dřevaři v lese, děti při hrách či při pouštění draka.
Zemřel 11. dubna 1963 v Praze a urna je uložena v kolumbariu kostela sv. Mikuláše na Staroměstském náměstí v Praze, kde restauroval fresky s ostatními malíři (Otto Bubeníček, Cína Jelínek...) v dolní velké klenbě i v horní malé kupoli v chrámu. V kolumbáriu je též uložena i urna jeho manželky Eugenie a syna Zdeňka. Syn Eugen má hrob na hřbitově na Českých Milovech.